# Isdera
Isdera (Ingenieurbüro für Styling, Design und Racing) is een Duitse autofabrikant opgericht in 1982 in Leonberg. Het bedrijf is sinds 2016 gevestigd in Saarwellingen.

## Geschiedenis

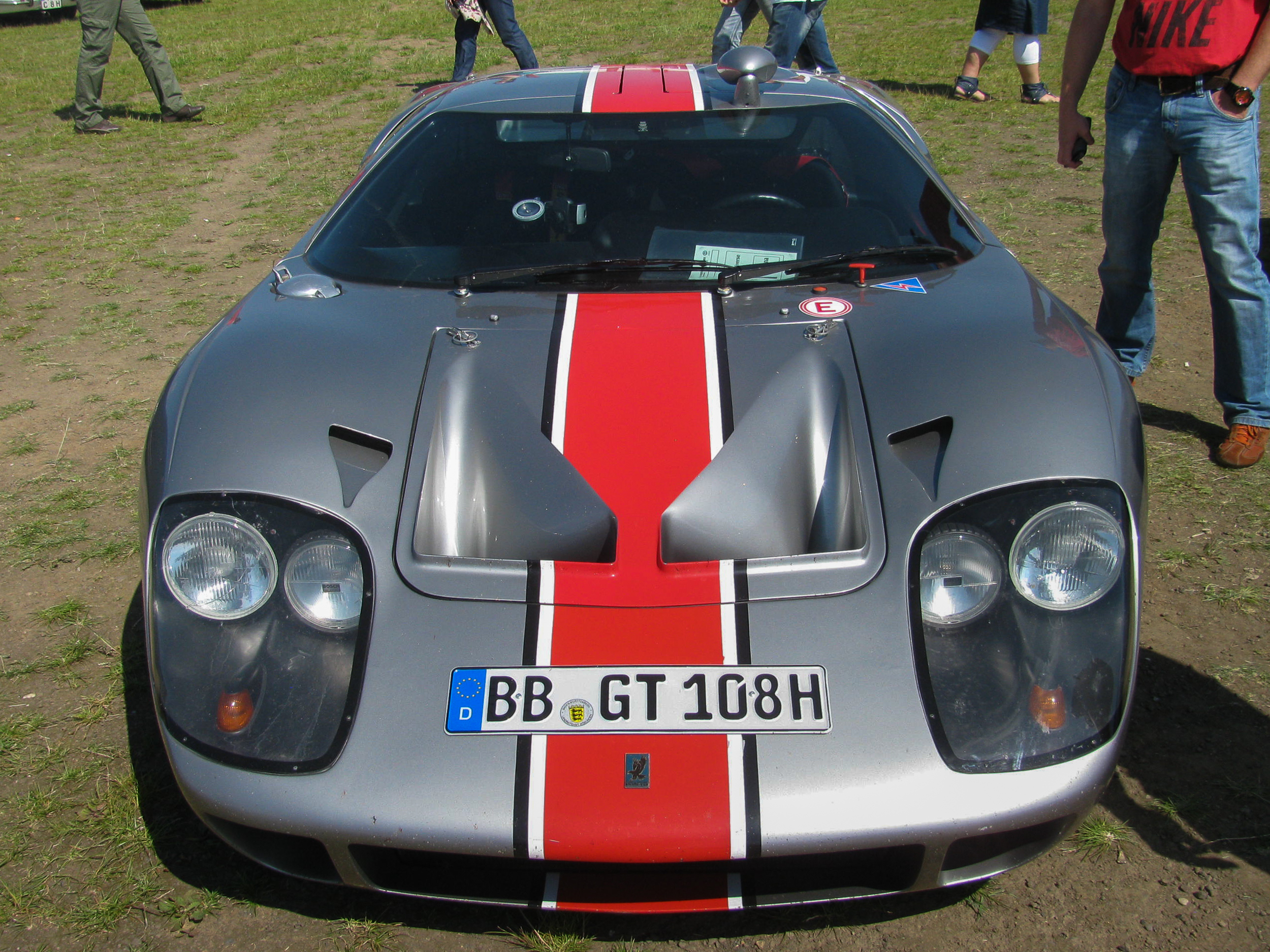
Erator GTE

Het bedrijf werd opgericht door Eberhard Schulz, voormalig ontwikkelaar bij Porsche. Reeds in 1969 had hij zijn eerste eigen sportwagen gepresenteerd, de Erator GTE. Bij de ontwikkeling had hij gebruik gemaakt van beproefde serietechnologie van Porsche en Mercedes-Benz. In 1978 bouwde hij in samenwerking met B&B Automobiltechnik de CW 311, een conceptauto die heel wat positieve aandacht genereerde.
Met deze ervaring richtte Schulz in 1982 zijn eigen ingenieursbureau op. De eerste creatie van het bedrijf, de Spyder 033, werd voorgesteld in 1982 op het Autosalon van Genève. Daarna volgden nog de Imperator 108i (een doorontwikkeling van de CW 311) in 1984, de Spyder 033-16 in 1985 en de Spyder 036i in 1987.
In 1993 ontwierp Isdera de Commendatore 112i. Dit prototype is voorzien van een middenmotor, een 6,0L V12-motor van Mercedes-Benz die 408 pk leverde, goed voor een topsnelheid van 343 km/u en een acceleratie van 0 naar 100 km/u in amper 4,8 seconden. De Commendatore had verscheidene geavanceerde en unieke kenmerken, zoals vleugeldeuren, een automatische luchtrem en een chassis dat uitgerust is met snelheidssensoren om de ophanging te verlagen bij hoge snelheid. Net als de Imperator had de Commendatore geen buitenspiegels maar een soort periscoop op het dak. De Commendatore bereikte nooit het productiestadium omdat het bedrijf door de hoge ontwikkelingskosten en de economische recessie in de jaren '90 failliet ging. Nadat het bedrijf door Zwitserse investeerders was overgenomen kon Schultz de Commendatore alsnog verder afwerken.
De Commendatore kreeg in 1999 een update met gewone buitenspiegels en andere velgen, maar vooral ook met een Mercedes-Benz 7,0L V12-motor van 612 pk waarmee een topsnelheid van 370 km/u kon behaald worden. De naam werd gewijzigd in Silver Arrow C112i en de wagen kreeg een Mercedes-embleem in plaats van een Isdora-embleem. De Silver Arrow werd onthuld op de IAA in 1999.  In 2016 werd de wagen door Isdera terug naar zijn oorspronkelijke staat gebracht en op 13 februari 2021 ging de Commendatore bij veilinghuis Sotheby's in Parijs onder de hamer voor 1.113.125€.
In 2006 presenteerde Isdera de controversiële Autobahnkurier AK116i, een 2+2-zitter sportwagen met een carrosserie in de stijl van de jaren 1930.  Deze conceptwagen beschikt over twee Mercedes-Benz V8-motoren. De ene motor werkt op de vooras, de andere op de achteras, maar in tegenstelling tot andere tweemotorige voertuigen bevinden beide motoren zich vooraan onder de motorkap.
In 2018 onthulde Isdera op het Autosalon van Peking de Commendatore GT, een volledige elektrische 2+2-zitter sportwagen met vleugeldeuren.

## Fotogalerij

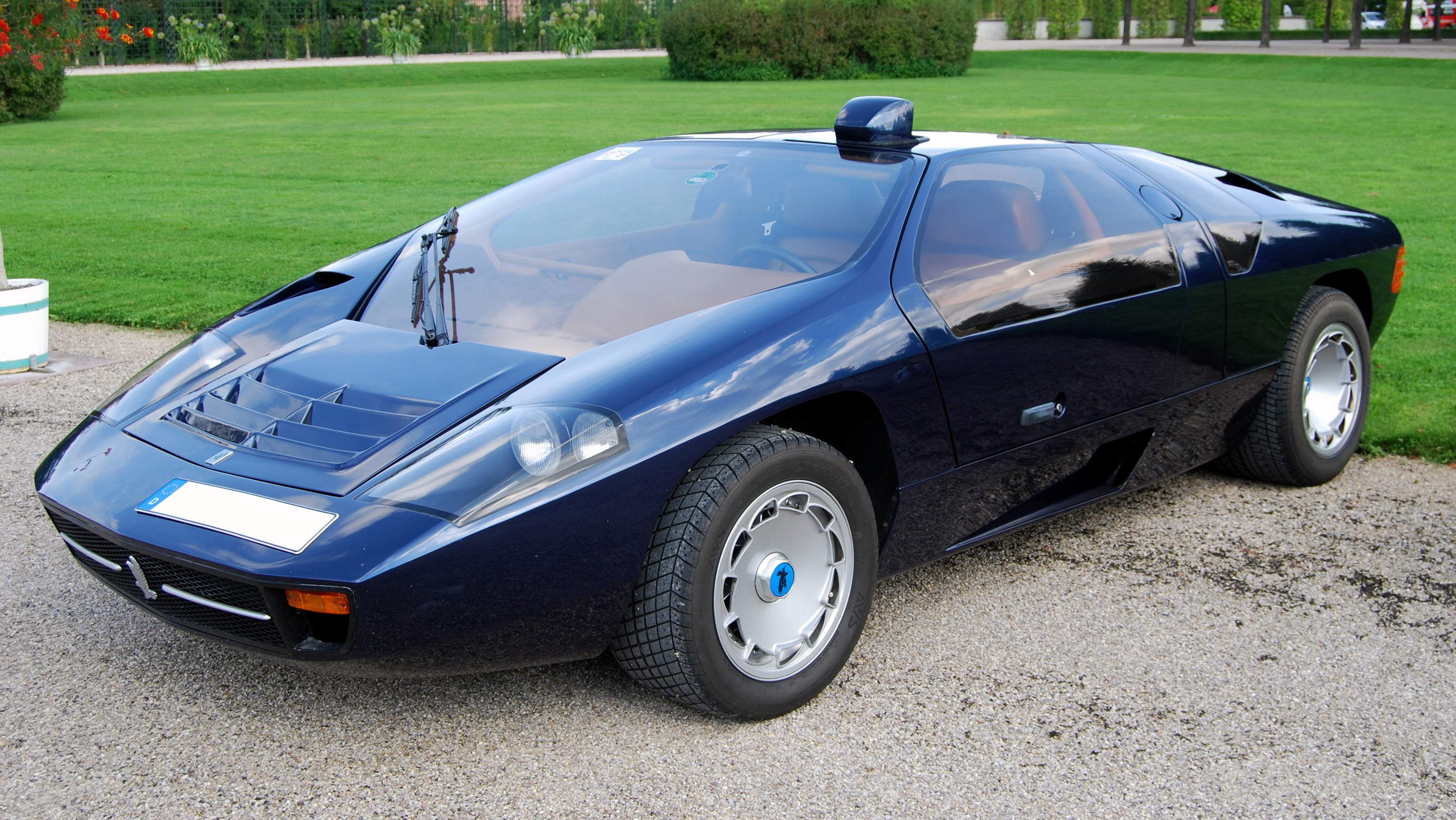
Imperator 108i (1984)
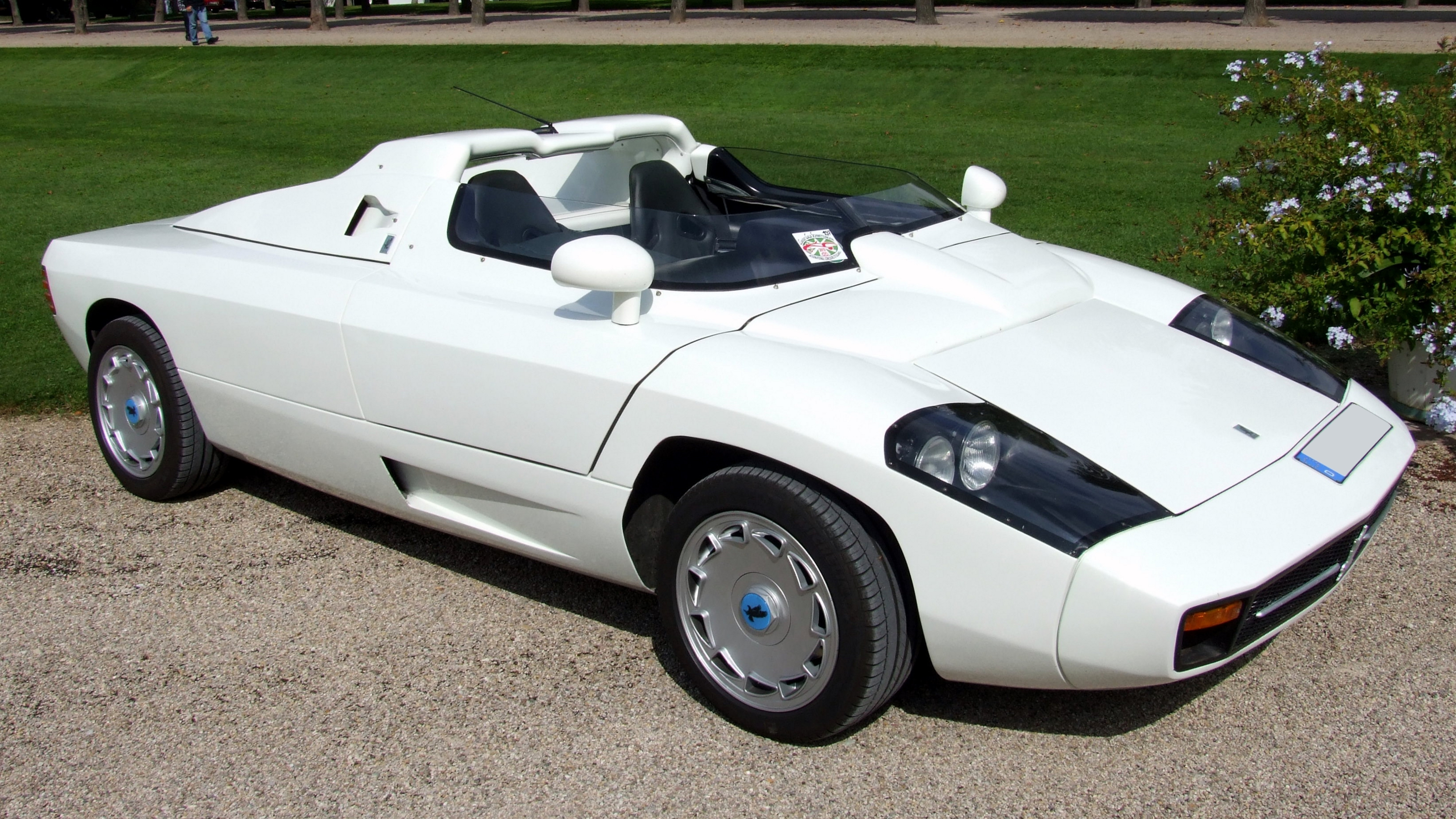
Spyder 036i (1987)
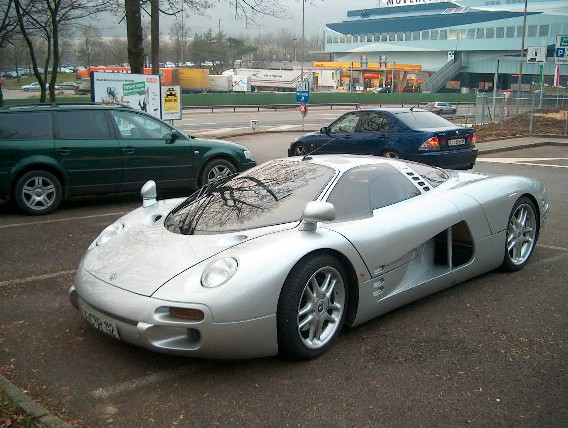
Silver Arrow C112i (1999)
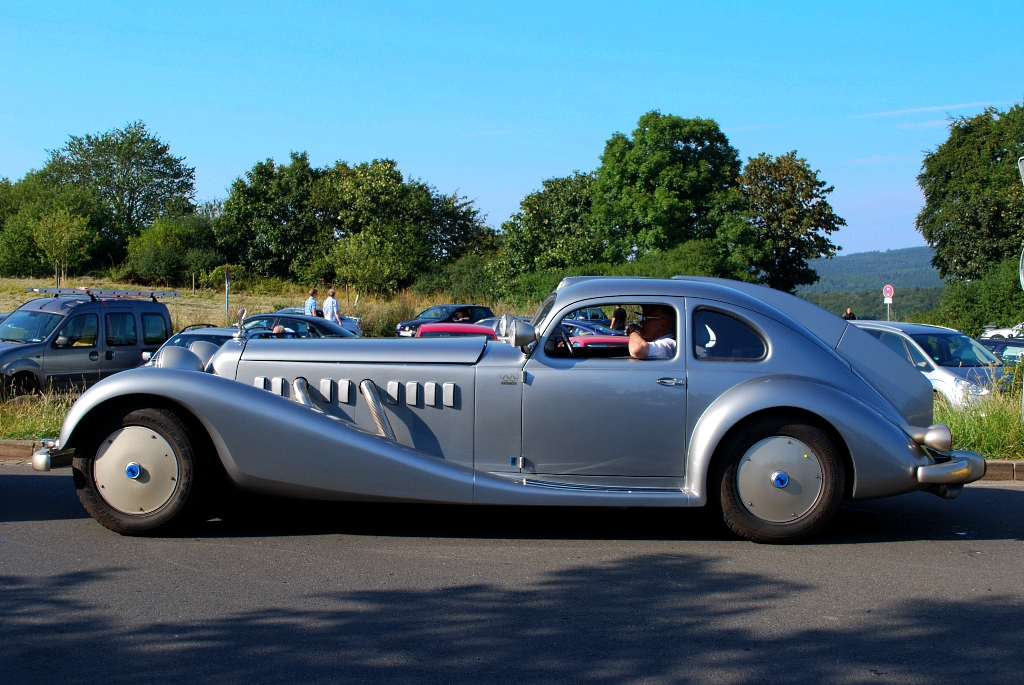
Autobahnkurier AK116i (2006)
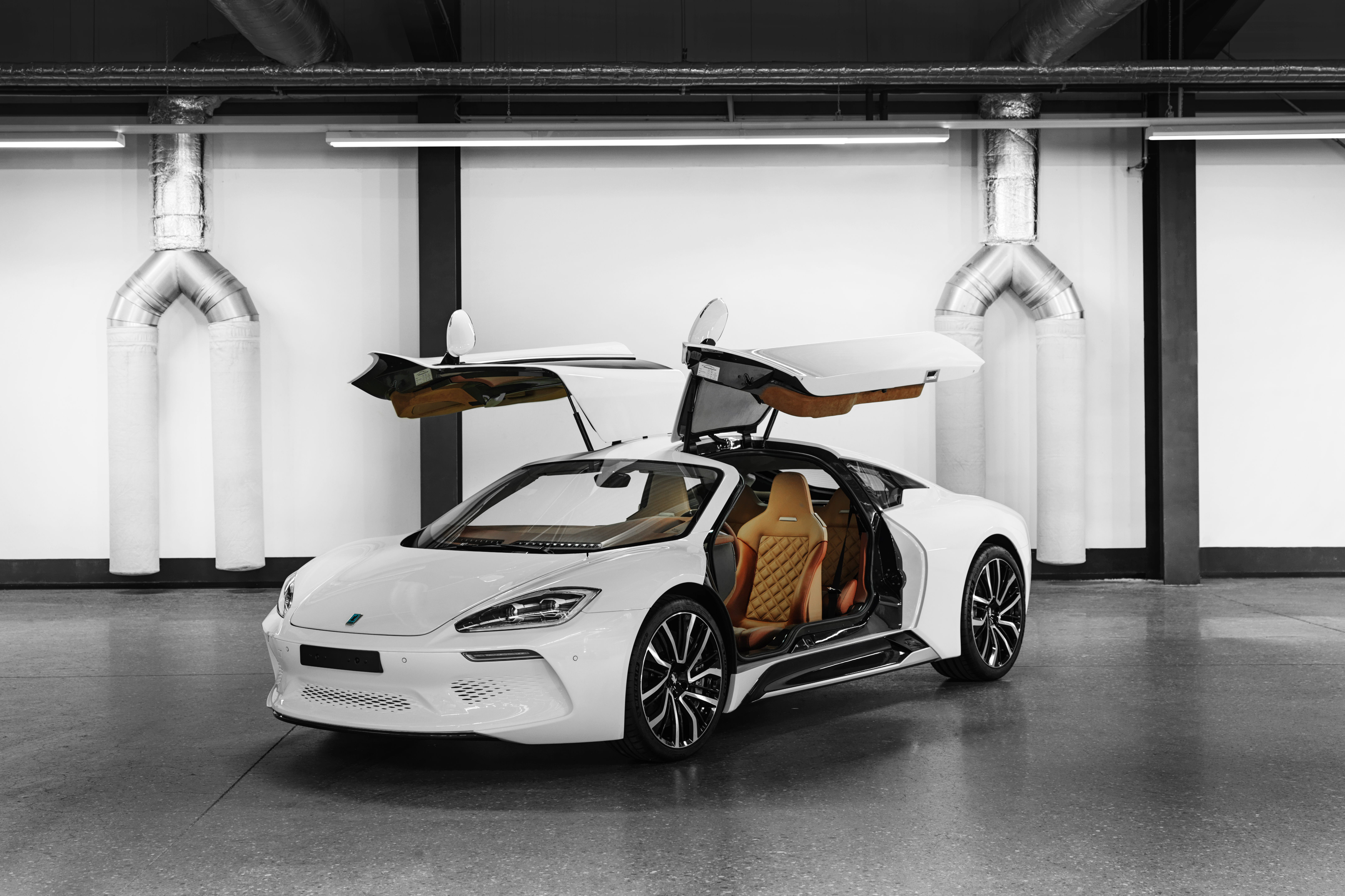
Commendatore GT (2018)